# 343057 Lucaravenni
343057 Lucaravenni este o planetă minoră (asteroid) din centura de asteroizi. A fost descoperită pe 15 februarie 2009 la San Marcello de Luciano Tesi⁠(d). 
Obiectul prezintă o orbită caracterizată de o semiaxă mare de 3,0079092285954 UAi, o excentricitate de 0,09, o înclinație de 9,7 ° în raport cu ecliptica.